# غنچه قوامی
غنچه قوامی (زادهٔ ۱۳۶۷) شهروند ایرانی – بریتانیایی است که پس از رفتن برای تماشای یک مسابقهٔ والیبال مردان در ایران، توسط مأموران نیروی انتظامی جمهوری اسلامی ایران دستگیر شد. قوامی دانش‌آموختهٔ رشتهٔ حقوق از دانشگاه سواز لندن است که در اسفندماه ۱۳۹۲ به ایران بازگشت. او در روز ۳۰ خرداد ۱۳۹۳ به همراه تعدادی دیگر از زنان برای تماشای بازی ایران–ایتالیا به ورزشگاه آزادی می‌رود که به‌طور موقت بازداشت و در همان روز آزاد می‌شود. او ده روز بعد و در روز ۹ تیر برای تحویل گرفتن اموال شخصی خود به بازداشتگاه مراجعه می‌کند که دوباره توسط مأموران بازداشت می‌شود. تنها دادگاه او در روز ۲۲ مهر ۱۳۹۳ برگزار شد. پس از تأخیری که در ابلاغ رسمی حکم دادگاه به وجود آمد، در نهایت مقامات قضایی ایران اعلام کردند که پرونده به خاطر برخی اتهامات جدید، مجدداً به دادستانی ارسال شده‌است. پیشتر، وکیل پیشین قوامی، با تأکید بر اینکه حکم دادگاه هنوز به صورت رسمی به او و موکلش ابلاغ نشده، اعلام کرده بود که او به اتهام «تبلیغ علیه نظام» به یک سال حبس تعزیری محکوم شده‌است. قوامی در دورهٔ بازداشت، در اعتراض به روند رسیدگی به پروندهٔ خود و ابهام‌های موجود در آن، به اعتصاب غذا دست زد. بازداشت او باعث بروز اعتراض‌های بین‌المللی شد و اشخاص و سازمان‌های زیادی خواستار آزادی او شدند.
سوسن مشتاقیان مادر غنچه قوامی، در روز اول آذر ۱۳۹۳ در مصاحبه‌ای با بی‌بی‌سی فارسی اظهار داشت که حکم دخترش به آن‌ها ابلاغ شده و دخترش به ۱ سال حبس تعزیری و ۲ سال ممنوعیت خروج از کشور محکوم شده‌است. او در نهایت به قید وثیقهٔ ۱۰۰ میلیون تومانی آزاد شد.
در نهایت کل پرونده با یک جریمهٔ ۱۰ میلیون تومانی بسته شد.

## زندگی‌نامه
قوامی شهروند ایرانی–بریتانیایی است که در دانشگاه سواز لندن و در رشتهٔ حقوق تحصیل کرده‌است. قوامی در اواخر سال ۱۳۹۲ پس از اتمام تحصیل، به ایران بازگشت. بنا به گفتهٔ مادر و برادر وی، قوامی پس از بازگشت به ایران، به تدریس به کودکان کار پرداخت. پدر او، هوشنگ اعظم قوامی، پزشک و جراح است که سابقهٔ حضور در جبهه در دورهٔ جنگ ایران و عراق را هم دارد. برادر او، ایمان قوامی، ۲۸ ساله است که در لندن زندگی می‌کند.

## بازداشت
غنچه قوامی، در روز ۳۰ خرداد ۱۳۹۳، برای تماشای بازی تیم‌های ملی ایران و ایتالیا در لیگ جهانی ۲۰۱۴ به استادیوم ۱۲ هزار نفری آزادی تهران رفته بود. او به همراه چند زن دیگر که آن‌ها هم خواستار ورود به ورزشگاه و تماشای بازی والیبال بودند، بازداشت شد؛ اما در همان روز به قید تعهد، آزاد می‌شود. سایت کلمه از قول مسئولان نیروی انتظامی نوشته‌است که این تجمع، بدون درگیری بوده‌است. با این حال، محمدجواد لاریجانی در گفتگویی با یورونیوز اظهار داشته‌است که «او قواعد را زیر پا گذاشته و در اطراف مکانی که مسابقه برگزار می‌شده خشونت و درگیری ایجاد کرده‌است».
بنا به گفتهٔ مادر قوامی، روز بعد از آزادی، قوامی برای تحویل گرفتن مدارک خود به بازداشتگاه می‌رود که در آنجا مأمورین متوجه می‌شوند او تابعیت دوگانه ایرانی–بریتانیایی دارد.
ده روز بعد، در روز ۹ تیر ۱۳۹۳، قوامی هنگامی که از بازداشتگاه برای گرفتن وسایل شخصی‌اش احضار می‌شود، مجدداً بازداشت می‌شود. با اینکه مسئولان قضایی چندین بار به خانوادهٔ او قول آزادی او به قرار وثیقه را داده بودند، دوران بازداشت او مرتباً تمدید می‌شد. در بیانیه‌ای از سوی عفو بین‌الملل، آمده‌است که قوامی پس از آزادی از بازداشت کوتاه‌مدت خود، نزد یکی از دوستان خود گفته‌است که در حین بازداشت کوتاه‌مدت، به او سیلی زده شده و بر روی زمین کشیده شده بود و آثار کبودی بر بدن او مشهود بوده‌است. همچنین در این بیانیه آمده بود که قوامی تهدید شده بود که او را به زندان زنان قرچک، جایی که محکومان جرایم خطرناک در آنجا زندانی هستند، می‌فرستند.
طبق گفتهٔ مادر قوامی، ۱۱ روز بعد، دادستانی شعبه ۲ اوین اعلام می‌کند که قوامی در بند ۲-الف قرار دارد. وکیل پیشین او، محمود علیزاده طباطبایی، به مرکز حقوق بشر در ایران گفت که به او اجازهٔ ملاقات یا هیچ‌گونه تماسی با موکلش داده نشده‌است. او در مصاحبه‌ای اعلام کرده‌است که «دادگاه نامه‌ای نوشته و بر اساس حکم دادگاه، بنده به عنوان وکیل، می‌توانم با موکلم دیدار داشته باشم اما این دیدار به دلایلی انجام نشده و جز جلسه دادگاه، ملاقاتی با موکلم نداشته‌ام». به گفتهٔ ایمان قوامی، نخستین باری که قوامی و وکیل پیشینش با هم دیدار می‌کنند، روز دادگاه بوده‌است.
مادر قوامی در مصاحبه‌ای اعلام کرده‌است که او و پدر غنچه قوامی، مخالف رفتن او به استادیوم بوده‌اند. اما غنچه قوامی نسخه‌ای از روزنامهٔ اعتماد را به آن‌ها نشان می‌دهد که در آن نوشته شده بود «فدراسیون والیبال تعهد داده که خانم‌ها می‌توانند وارد استادیوم بشوند و رئیس‌جمهور و معاون ایشان در امور بانوان هم از رفتن خانم‌ها به استادیوم استقبال کرده بودند».
به گفتهٔ کلمه، خانوادهٔ قوامی بازداشت او را دو ماه مخفی کردند و از رسانه‌ای کردن آن سر باز زدند تا «اگر مسئولان قصد حل و فصل عاقلانه موضوع را داشتند، راه برای آن‌ها بسته نباشد». کلمه گزارش داده‌است که بازجویی از غنچه قوامی در اواسط ماه مرداد ۱۳۹۳ به پایان رسیده‌است، اما متصدیان امنیتی و قضایی، وقتی پرونده را تکمیل و آن را به دادسرا ارسال کردند که موضوع رسانه‌ای شده بود. به گفتهٔ مادر غنچه قوامی، در مدتی که قوامی در بازداشتگاه بوده‌است، شخصی به نام «دهلوی» وارد زندان شده و سعی کرده قوامی را متقاعد کند تا محمود علیزاده طباطبایی را از وکالت عزل و خودش را جایگزین او کند.
به گزارش کلمه، قوامی در ۱۲۹ روز از بازداشت خود، به زندان قرچک در شهر ری منتقل شد. زندانی که «محل نگهداری بیش از هزار و دویست زندانی زن با اتهاماتی از قبیل قتل، دزدی مسلحانه و قاچاق مواد مخدر است [...] در آن طبقه‌بندی و تفکیک جرایم رعایت نمی‌شود و برخی اعضای خانواده زندانیان سیاسی، شرایط اسفناک آن را را با بازداشتگاه کهریزک مقایسه می‌کنند.». در روز ۲۵ آبان ۱۳۹۳، وکیل پیشین قوامی، علیزاده طباطبایی در گفتگویی با ایلنا اظهار داشت که انتقال قوامی از یک بند به بند دیگر، درخواست او بوده‌است، اما هدف او از این درخواست، «جایی بود که مناسب حال او باشد».
او به اتهام «تبلیغ علیه نظام» بازداشت شده‌است. غلامحسین محسنی اژه‌ای در نشستی خبری اعلام کرد است که «برخلاف تبلیغاتی که در این زمینه صورت گرفت، پرونده ایشان ربطی به موضوع ورزش ندارد». مادر غنچه قوامی اما در واکنش به این اظهار نظر اعلام داشته که «دختر من در جریان بازی والیبال بازداشت شد؛ بنابراین به آن ربط پیدا می‌کند». بی‌بی‌سی گزارش داده‌است که قوامی مدتی از دورهٔ بازداشتش را در حبس انفرادی گذرانده‌است. عفو بین‌الملل نیز در بیانهٔ خود بر این موضوع تأکید کرده‌است. مادر غنچه قوامی در مصاحبه‌ای اظهار داشته‌است که دلیل اعتراض نکردن به بازداشت و انفرادی قوامی، این بوده‌است که به خانوادهٔ آن‌ها گفته شده بود «شما ساکت باشید، بچه‌تان آزاد می‌شود. این روالش است، این روال قانونی‌اش است باید طی شود، آزاد شود». او همچنین در این مصاحبه، به وضع روحی بد خانوادهٔ قوامی اشاره می‌کند. ایمان قوامی، برادر غنچه قوامی، در مصاحبه با گاردین ضمن صحبت از وضع روحی نامناسب خانواده‌اش، اظهار داشته‌است که دلیل دستگیری غنچهٔ قوامی، تابعیت دوگانهٔ ایرانی–بریتانیایی او بوده‌است. او در این مصاحبه گفته‌است که «فکر نمی‌کنم که آن‌ها فقط به خاطر اینکه او سعی داشته مسابقهٔ والیبال را ببینید، سه ماه او را به تنهایی در زندان نگه دارند».
پس از گذشت ۳ ماه از بازداشت قوامی، وکیل پیشین او، با اشاره به اینکه «مدت بازداشت موقت نمی‌تواند از حداقل مجازات قانونی جرم بیشتر باشد»، تقاضای آزادی موکلش به قید وثیقه را به دادگاه ارائه می‌کند.
به نقل از بی‌بی‌سی فارسی، وی در تاریخ ۲ آذرماه به قید وثیقه یکصد میلیون تومانی تا روز برگزاری دادگاه تجدیدنظر آزاد شد.

## دادگاه
به گفتهٔ مادر غنچه قوامی، وقتی که در روز ۱ مهر ۱۳۹۳ به منظور ملاقات به زندان اوین می‌روند، به آن‌ها گفته می‌شود که پرونده به دادگاه انقلاب ارسال شده و به منظور ملاقات، می‌بایست از این مرجع اجازه گرفته شود.
تنها دادگاه غنچه قوامی، در روز ۲۲ مهر ۱۳۹۳ به صورت غیر علنی در دادگاه انقلاب تهران برگزار شد. بنا به گفتهٔ وکیل پیشین قوامی در گفتگویی با ایلنا که در روز ۳۰ مهر منتشر شد، قاضی دادگاه حکمی به او نشان داده‌است که در آن گفته شده بود غنچه قوامی به «تبلیغ علیه نظام» متهم شده‌است که بین سه ماه یا تا یکسال محکومیت دارد. اما وکیل پیشین قوامی اظهار داشته که این حکم هنوز به‌طور رسمی به او و موکلش ابلاغ نشده‌است. این در حالی بود که قاضی دادگاه، به خانوادهٔ قوامی اطلاع داده بود که نتیجهٔ دادگاه یک هفته بعد اعلام خواهد شد. اما وکیل پیشین قوامی، بعدها در روز ۱۰ آبان ۱۳۹۳ در گفتگویی با ایلنا اظهار داشت که با گذشت سه هفته از اتمام جلسه، دادگاه هنوز حکم را ابلاغ نکرده‌است؛ این در حالی است که به گفتهٔ ایشان، دادگاه موظف است رأی خود را در همان جلسه، یا در نهایت «در اولین فرصت و حداکثر ظرف یک هفته» حکم خود را ابلاغ کند. او همچنین در این گفتگو، به علت عدم سوءسابقهٔ قوامی و همچنین با استناد به ماده ۳۷ و ۳۸ قانون مجازات اسلامی، احتمالاً تخفیف در حکم دادگاه را هم منتفی ندانست.
وکیل پیشین غنچه قوامی، محمود علیزاده طباطبایی، در روز ۱۱ آبان در گفتگو با ایسنا گفت که قاضی دادگاه رسیدگی به اتهامات غنچه قوامی، با وجود صدور رأی، پرونده را بار دیگر به دادستانی ارسال کرده‌است. بر طبق گفتهٔ وی، «هفته گذشته که من به دادگاه مراجعه کردم رئیس دادگاه حکم را که صادر و امضاء شده و از مرحله تایپ برگشته بود به من نشان داد، ولی روز گذشته که مراجعه کردم رئیس دادگاه گفت که پرونده را به دادستانی فرستاده‌ایم.» غنچه قوامی به جرم «تبلیغ علیه نظام»، به یک سال حبس محکوم شده بود. وکیل پیشین غنچه قوامی با استناد به ماده ۲۱۲ آیین دادرسی کیفری مدعی است که دادگاه پس از بررسی پرونده با توجه به مدارک و ادله موجود، می‌بایست در همان جلسه حکم خود را صادر می‌کرده «مگر اینکه انشای رأی متوقف به تمهید مقدماتی باشد که در این صورت دادگاه در اولین فرصت، حداکثر ظرف مدت یک هفته مبادرت به صدور رأی می‌کند». سایت کلمه گزارش داده‌است که این عمل تلاشی بوده برای اضافه کردن اتهامات جدید به پروندهٔ غنچه قوامی، در حالی که دادگاه پس از اعلام ختم رسیدگی، نمی‌تواند لوایح، اسناد و مدارک جدید را دریافت کند.
علیزاده‌طباطبایی اظهار داشته‌است که دو مورد تخلف در این پرونده صورت گرفته‌است. نخست آنکه «به صراحت قانون، بیشتر از حداقل مجازات قانونی جرم نمی‌توانند وی را در بازداشت موقت نگه دارند که حداقل مجازات جرم تبلیغ علیه نظام سه ماه تا یک سال است، ولی موکلم نزدیک به ۵ ماه است که در بازداشت به‌سر می‌برد». دوم آنکه «بعد از ختم رسیدگی ظرف یک هفته باید رای را صادر کنند. ۲۲ مهر ماه ختم رسیدگی اعلام شده اما تا امروز رای مربوط به پرونده را ابلاغ نکردند و مطرح شده که دلایل جدیدی در پرونده پیدا شده‌است».
با این حال، غلامحسین محسنی اژه‌ای، در گزارشی در روز ۱۹ آبان ۱۳۹۳ ضمن تأیید اینکه پرونده مجدداً به دادستانی ارسال شده، اعلام کرد که حکم او هنوز صادر نشده و ختم رسیدگی به پرونده نیز هنوز اعلام نشده‌است. اژه‌ای در این باره اظهار داشته‌است که «من بارها گفته‌ام که بین ختم جلسه با ختم رسیدگی تفاوت وجود دارد و در پرونده ایشان نیز ختم رسیدگی اعلام نشده و حکم هم صادر نشده‌است». اژه‌ای در ادامه توضیح داد که «ایشان در همین پرونده اتهام دیگری هم داشته‌اند که نسبت به این اتهام قرار منع تعقیب صادر شده، اما به این قرار اعتراض شده و دادگاه اعتراض را پذیرفته‌است و به همین منظور پرونده را به دادسرا ارسال کرده‌اند». در مقابل، علیزاده طباطبایی، وکیل پیشین قوامی، در گفتگویی با ایلنا اظهار داشت «در صورتی که موکلش با اتهام جدید روبه‌روست، باید پرونده جدیدی برای آن باز شود چراکه دادگاه غنچه قوامی در ۲۲ مهر ماه پایان یافته‌است». او که اظهار داشت هم او و هم موکلش از اتهام جدید بی‌خبر هستند، بیان کرد که «در بازپرسی یکی از اتهامات، ایشان توسط بازپرس مورد منع تعقیب قرار گرفت و دادستان نیز با این مسئله موافقت کرد؛ بنابراین اگر اتهام جدیدی مطرح است با توجه به اینکه دادگاه رسیدگی به اتهام اولیه به اتمام رسیده‌است، باید دادگاه و پرونده جدیدی هم در آن موضوع باز شود». سایت کلمه، در این باره نوشت که «به نظر می‌رسد بازجویان سپاه با اعمال نفوذ در مسیر قضایی این پرونده و بهانه‌گیری برای ممانعت از صدور حکم، قصد دارند از حمایت‌های گسترده داخلی و خارجی از غنچه قوامی انتقام بگیرند».
در تاریخ ۲۵ آبان ۱۳۹۳، وکیل پیشین غنچه قوامی، علیزاده طباطبایی، در گفتگویی با ایلنا، ضمن بیان اینکه رسانه‌ای شده پرونده غنچه قوامی به ضرر او تمام شده، اظهار داشت که اتهام او در رابطه با بازی والیبال نبوده‌است. او با بیان اینکه تنها اتهام او «تبلیغ علیه نظام بوده‌است، در ادامه توضیح داد که «متأسفانه در برخی رسانه‌ها تلاش شد که این موضوع به هم مرتبط شود. موکل بنده فعالیت‌هایی را در فضای مجازی داشت که متأسفانه جوانان ما از این قبیل فعالیت‌ها زیاد دارند در حالیکه این اقدامات اشتباه است و در قانون هم جرم‌انگاری شده‌است اما بیش‌تر جوانان از این موضوع اطلاع ندارند». او در این گفتگو اظهار داشت که قوامی در دادگاه گفته‌است «من اشتباهاتم را پذیرفته‌ام و وطن‌فروش نیستم و از کسانی که از اعدام و خفقان در ایران می‌گویند متنفرم آن‌ها تنها می‌خواهند جایزه حقوق بشر بگیرند من مشکلات کشورم را به خارجی‌ها منتقل نمی‌کنم». علیزاده طباطبایی در این گفتگو اظهار داشت که «اگر چه عنوان شده حکم موکل بنده صادر نشده اما حداقل ده شاهد داریم که ثابت می‌کند این حکم صادر شده‌است. ضمن اینکه حکم صادر شده را نیز به من نشان داده‌اند از همه این‌ها گذشته صورتجلسه را که نمی‌توان انکار کرد در این صورت‌جلسه که به امضای بنده و موکلم رسید، ختم دادرسی اعلام شد و هفته پس از آن باید رای صادر می‌شد.» او در این مصاحبه اظهار داشت که به دلیل غیرعلنی دادگاه «نمی‌توانم عین اقداماتی را که منجر به صدور این کیفرخواست شد، توضیح بدهم». او همچنین در روز ۲۵ آبان، در مصاحبه دیگری با روز آنلاین عنوان کرد که قوامی در دادگاه به هیچ جرمی اعتراف نکرده و تأکید کرده‌است که هیچ کار غیرقانونی انجام نداده و هیچ جرمی هم مرتکب نشده‌است. او همچنین به همراه مادر غنه قوامی، سوسن مشتاقیان، در این مصاحبه اظهار می‌دارد که «غنچه [قوامی] را در ارتباط با والیبال بازداشت کردند و تمام بازجویی‌ها و فشارهای دوران بازداشت به خصوص دوران انفرادی در ارتباط با والیبال بود. تمام تلاش‌ها این بود که ثابت کنند غنچه در ارتباط با والیبال، مأموریتی داشته که بیاید و کارهایی انجام دهد. در گردش کار هم همه اینها بود؛ ولی وقتی پرونده به بازپرس رسید بازپرس تمام اینها را رد کرد و منع تعقیب داد در این ارتباط اما در دادگاه هم در ارتباط با والیبال از غنچه سؤال شد. او هم توضیحاتی داد و گفت من مرتکب هیچ عمل خلافی در ارتباط با والیبال نشده‌ام. اما آنچه که من گفتم غنچه [قوامی] اشتباهات‌اش را پذیرفت. این بود که غنچه [قوامی] در دادگاه هم توضیح داد و گفت من در محیطی بودم که خیلی از مسائل را نمی‌دانستم رویش حساسیت است ولی هیچ جرمی مرتکب نشده‌ام و هیچ کار غیرقانونی انجام نداده‌ام.» منظور او مصاحبه‌ای بود که یک روز پیشتر با خبرگزاری انصاف‌نیوز داشته‌است. در این مصاحبه به نقل از او نوشته شده بود غنچه قوامی مرتکب تخلفاتی شده که دادسرا آن را جرم محسوب می‌کند و در دادگاه هم مطرح شد و خودش هم پذیرفته و اظهار ندامت کرده‌است. علیزاده طباطبایی در مصاحبه‌اش در روز ۲۵ آبان با روز آنلاین تأکید می‌کند که سخنانش تحریف شده و توضیح می‌دهد که قوامی در دادگاه به هیچ جرمی اعتراف نکرده‌است و نگفته‌است که من کار غیرقانونی کرده‌ام.
در تاریخ ۲۷ آبان ۱۳۹۳، دادسرای تهران ضمن اعلام اینکه پروندهٔ غنچه قوامی به دادگاه انقلاب تهران ارسال شده، اطلاعیه‌ای در رابطه با بازداشت قوامی منتشر کرد. در این اطلاعیه، آمده بود مأموران پلیس، متهم را که «واجد شرایط بازداشت قبلی بوده» را «به صورت تصادفی» در ورزشگاه بازداشت می‌کنند. در ادامه این بیانه، گفته شده بود که متهم پس از بازداشت، «مبادرت به عکس‌برداری از مقر پلیس و افراد حاضر در آنجا» کرده‌است. این بیانیه می‌نویسد وقتی غنچه قوامی در تاریخ ۳۱/۳/۱۳۹۳ برای دریافت اوراق هویتی خود به بازداشتگاه مراجعه می‌کند، یک دستگاه تلفن همراه از او کشف می‌شود که حاوی تصاویر و فیلم‌های متعدد در رابطه به حوادث پس از انتخابات ریاست جمهوری ایران در سال ۱۳۸۸ بوده‌است. بر طبق این بیانیه، وقتی که قوامی در تاریخ ۸/۴/۱۳۹۳ احضار می‌شود. در این بیانیه آمده‌است که «در فعالیت‌های تبلیغی علیه نظام مشارکت داشته و ضمن ارتباط با دست‌اندرکاران و مرتبطین شبکه‌های ماهواره‌ای از جمله شبکهٔ بی‌بی‌سی فارسی و اپوزیسیون خارج از کشور، در تجمعات و راهپیمایی‌های ضد نظام حضور داشته‌است.» این بیانیه دلیل ارسال مجدد پرونده به دادسرا را «نقض بخشی از قرار صادره از سوی دادسرا» عنوان کرده‌است. در انتهای این بیانیه آمده‌است که دستگیری قوامی و تشکیل پرونده برای او، ربطی به حضور او در ورزشگاه آزادی نداشته‌است. وب‌سایت رادیو زمانه با اشاره به اینکه این بیانیه حدود پنج ماه پس از دستگیری قوامی منتشر شده‌است، آن را تلاشی «از سوی مسئولان حکومتی برای خارج شدن از زیر فشارهای جهانی به‌ویژه در عرصه ورزشی» می‌داند. سوسن مشتاقیان، مادر غنچه قوامی، در مصاحبه با مرکز حقوق بشر در ایران، ضمن نادرست خواندن اظهارات و اتهامات نسبت‌داده شده به غنچه قوامی در اطلاعیه دادسرای تهران، اظهار داشت که «غنچه [قوامی] هیچ ارتباطی با اپوزیسیون نداشته‌است. فرزندم در جریان تماشای مسابقه والیبال دستگیر شده و تمام بازجویی‌هایش هم حول این محور بود.» او همچنین در این گفتگو اظهار داشت که وقتی پس از ۵۰ روز پس از دستگیری، بازجوی پرونده با او و پدر غنچه قوامی دیدار می‌کند، از آن‌ها می‌خواهد تا «اسم بقیه عوامل و دست‌اندرکاران کمپین والیبال را به او بدهند و بگویند که از کجا خط می‌گرفتند». همچنین سوسن مشتاقیان، در رابطه با ادعای سابقهٔ بازداشت غنچه قوامی، که در اطلاعیه دادستانی آمده بود، اظهار داشت که «غنچه [قوامی] روز ۱۸ خردادماه سال ۱۳۹۳ به دلیل حجاب در میدان ونک دستگیر شد و به بازداشتگاه وزرا منتقل شد که چند ساعت بعد آزاد شد. این تنها سابقه بازداشت اوست.» مشتاقیان در این گفتگو، اظهار داشت که پرونده «با همان اتهامات قبلی» به دادستانی ارسال شده‌است. همچنین مشتاقیان در مورد اتهام ارتباط با رسانه‌های خارجی از جمله بی‌بی‌سی، اظهار داشت که دخترش «در دوران دانشجویی فقط یک مطلب در مورد تأثیر تحریم‌های اقتصادی بر زندگی زنان ایرانی در وبلاگ مهمان بی‌بی‌سی در سال ۲۰۱۳ نوشت» و در ادامه توضیح داد که این تنها فعالیت رسانه‌ای دخترش با این شبکه خبری بوده و هیچ مطلب دیگری هم برای رسانه دیگر ننوشته‌است.
در روز ۲۸ آبان، سوسن مشتاقیان، مادر غنچه قوامی، در مصاحبه با رادیو فردا اعلام کرد که علیزاده طباطبایی، وکیل وقت غنچه قوامی، «پس از چند روز بی‌خبری»، استعفاء کرده و آن‌ها به دنبال یک وکیل جدید هستند. سوسن مشتاقیان در این مصاحبه اظهار داشت که علیزاده طباطبایی در چند روز گذشته اظهارات «کذبی» کرده که باعث تعجب آن‌ها شده‌است. او همچنین در این مصاحبه، اظهار داشت که دادستانی تهران به شکایت آن‌ها از «تخلفات پرونده غنچه قوامی» رسیدگی کرده و این مسئله به بازداشت «فرد متخلف» منجر شده‌است. آقای علیزاده طباطبایی روز شنبه اول آذرماه اعلام کرد که به خواست خانواده خانم قوامی از وکالت او استعفاء داده‌است.
سوسن مشتاقیان در روز اول آذرماه در مصاحبه با بخش فارسی بی‌بی‌سی اظهار داشت که حکم دخترش را مبنی بر ۱ سال حبس تعزیری و ۲ سال ممنوعیت خروج از کشور، دیده‌است.

## واکنش‌ها به بازداشت
در روز چهارشنبه دهم سپتامبر، سازمان عفو بین‌الملل بیانیه‌ای منتشر کرده و خواستار «آزادی بی‌قید و شرط» غنچه قوامی شد. در بیانیه این سازمان آمده بود که «غنچه قوامی در حرکتی مسالمت‌آمیز و برای پایان دادن به تبعیض علیه زنان بازداشت شده‌است». در این بیانیه، از غنچه قوامی به عنوان «رندانی عقیدتی» نام برده شده‌است. یکی از مدیران عفو بین‌الملل در بریتانیا، به نام کیت آلن، اظهار داشته‌است که «این واقعاً ناراحت‌کننده است که یک زن جوان زندانی شده چرا که به صورت مسالمت آمیز گفته‌است در ایران علیه زنان تبعیض می‌شود». همچنین در ادامه آورده‌است که «غنچه قوامی زندانی اندیشه است و مقام‌های ایران می‌بایست ضمن لغو این حکم، وی را فوراً آزاد کنند».
۳۰۰ نفر از فعالان سیاسی، مدنی و فرهنگی نامه‌ای خطاب به حسن روحانی نوشته و در آن خواستار آن شده‌اند که دولت برای فراهم کردن مقدمات آزادی غنچه قوامی تلاش کند. در این بیانیه گفته شده بود که غنچه قوامی برای پذیرش اتهام تبلیغ علیه نظام، تخت فشار بوده‌است. همچنین در این گزارش آمده بود که «خانم قوامی به مدت ۵۰ روز از ملاقات با خانواده محروم بوده و به‌رغم بیماری به دارو دسترسی نداشته‌است و در طول مدت بازداشت برای پذیرش اتهام تبلیغ علیه نظام از طریق سازماندهی کمپین والیبال تحت فشار شدید بوده و بارها به محکومیت به زندان طویل‌المدت تهدید شده‌است.»
جمعی از فعالان مدنی و سیاسی در روز ۱۹ مهر ۱۳۹۳ با خانوادهٔ قوامی دیدار می‌کنند و ضمن دلجویی از آنها، ابراز امیدواری می‌کنند که دخترشان به زودی آزاد شود. نسرین ستوده، نرگس محمدی، گوهر عشقی، از حاضرین در این دیدار بودند.
در حاشیه اجلاس مجمع عمومی سازمان ملل متحد، مقامات دو کشور ایران و بریتانیا دربارهٔ وضعیت غنچه قوامی به گفتگو پرداختند. دیوید کامرون در دیدار با حسن روحانی، اظهار داشت که چنین پرونده‌ای، روند منفی بر تصویر ایران در بریتانیا خواهد داشت. وزیر امور خارجهٔ بریتانیا، فیلیپ هموند هم در دیداری با وزیر امور خارجهٔ وقت ایران، محمدجواد ظریف، در نیویورک، در بیانیه‌ای بر روشن شدن وضعیت غنچه قوامی تأکید کرد. هاموند در بیانیه خود آورده‌است که «من همچنان نگرانی بریتانیا از رویکرد ایران در مورد حقوق بشر به ویژه در خصوص بازداشت شدگان با تابعیت ایرانی-بریتانیایی را مطرح کردم، از جمله این بازداشت شدگان غنچه قوامی است.» وزارت امور خارجه بریتانیا در روز ۱۱ آبان ۱۳۹۳ بیانه‌ای منتشر کرد و در آن از دور حکم اعدام برای قوامی ابراز نگرانی کرد. وزارت امور خارجه بریتانیا در این بیانیه نگرانی خود از «نحوه پیگرد، رعایت دادرسی عادلانه و چگونگی درمان و رفتار با غنچه قوامی در زندان» را ابراز داشته‌است.
مهرداد آسمانی، از هنرمندان ایرانی مقیم آمریکا، یک ترانه در رابطه با غنچه قوامی و ورود زنان به ورزشگاه خوانده‌است.
خانواده غنچه قوامی که تابعیت دوگانه ایرانی-بریتانیایی دارد، از دولت بریتانیا خواسته‌اند برای آزادی غنچه قوامی تلاش کند. وزات امور خارجه بریتانیا اظهار داشت که توانایی آن‌ها در کمک و حمایت از شهروندان بریتانیایی که داخل ایران دچار گرفتاری شده‌اند، محدود است و «بعید است» که مقام‌های ایرانی حق دسترسی کنسولی اعطا کنند.
پس از گذشت ۱۲۶ روز از بازداشت قوامی، کنگره فدراسیون بین‌المللی والیبال به میزبانی ایتالیا، در یک پیام مکتوب به جمهوری اسلامی ایران، خواستار آن شد که نسبت به آزادی قوامی اقدام شود. این طومار بیش از ۷۰۰٫۰۰۰ امضاء جمع‌آوری کرده و بازتاب «چشم‌گیری» در رسانه‌های جهان داشت. رئیس فدراسیون جهانی والیبال، آری گراسا هم اعلام کرده‌است نامه‌ای برای رئیس‌جمهور وقت ایران، حسن روحانی نوشته و در آن از روحانی خواسته تا «با جدیت» تصمیم بازداشت غنچه قوامی را مورد بازنگری قرار دهد.
فعال حقوق زنان، شیوا نظر آهاری که خودش هم چندین سال بابت فعالیت‌های مدنی‌اش در زندان به سر برده، یک صفحه در فیس‌بوک به منظور آزادی قوامی ایجاد کرده و کمپینی برای آزادی او به‌راه انداخته‌است.
رئیس کنفدراسیون جهانی والیبال، آری گراچا، در یک سخنرانی که با حضور رؤسای فدراسیون‌های والیبال کشورهای دنیا برگزار می‌شد، آزادی غنچه قوامی را «مهم‌ترین خواسته» فدراسیون جهانی این ورزش اعلام کرده بود. پس از اینکه گراچا خواستار آزادی غنچه قوامی شد، همهٔ ۲۱۰ رئیس فدراسیون والیبال کشورهای جهان، غنچه قوامی را به صورت ایستاده تشویق کردند.
شیخ احمد الفهد الصباح، از جمهوری اسلامی ایران خواستار توضیح در رابطه با بازداشت غنچه شد. اما او در روز ۱۴ آبان، در این رابطه اظهار داشته‌است که «غنچه قوامی نباید از ورزش به عنوان وسیله‌ای برای بیان عقاید سیاسی استفاده می‌کرد». او در ادامه گفته‌است که «ما باید هر دو طرف این داستان را ببینیم، اگر او از ملیت خود برای بیان عقاید سیاسی خود استفاده کرده باشد ما آن را رد می‌کنیم چرا که نمی‌خواهیم هیچ‌کس از ورزش به عنوان یک ابزار عقاید سیاسی استفاده کند».
گرالد کلوگ، وزیر ورزش اتریش و زباستیان کورتس، وزیر امور خارجه این کشور، از جمله کسانی هستند که از کارزار جهانی برای آزادی غنچه قوامی حمایت کرده‌اند. گرالد کلوگ، وزیر ورزش کشور اتریش روز پنجشنبه ۶ اکتبر ۲۰۱۴، در این باره اظهار داشت که «برای من مهم است که مردان و زنان در تمام کشورهای جهان بتوانند در رقابت‌های ورزشی شرکت کنند. چه به‌عنوان ورزشکار و چه تماشاگر.» او بازداشت غنچه قوامی را «بر خلاف استانداردهای بین‌المللی حقوق بشر» دانست. سباستیان کورتز، وزیر امور خارجه این کشور نیز در این رابطه اظهار داشت «غنچه قوامی به‌شکل مسالمت‌آمیز علیه رفتار نابرابر با زنان و مردان در ایران اعتراض کرد. بازداشت و محکومیت وی به حبس طولانی، آشکارا استانداردهای بین‌المللی حقوق بشر، از جمله حق آزادی بیان و آزادی تجمعات را نقض می‌کند.» او همچنین در ادامه توضیح داد که «به این شکل تلاش‌ها برای ارائه فرصت‌های مساوی به مردان و زنان در تمام جنبه‌های زندگی و در سراسر جهان، تضعیف می‌شود.»

### حمایت لیگ ایتالیا
فدراسیون والیبال ایتالیا نیز با تصویب قانون حمایت از غنچه قوامی، تصویب کرد که تیم‌های حاضر در سری آ، در نیم فصل لیگ با شعار «غنچه قوامی را آزاد کنید» وارد میدان خواهند شد. این اتفاق در سال ۲۰۱۴ صورت پذیرفت. همچنین بر روی بیلبورد تبلیغاتی دور زمین سالن‌های شهرهای مودنا تصاویر غنچه قوامی با شعار «دیدن ورزش حق همه است» حکاکی شد.

### حمایت لیگ یونان
همچنین در لیگ والیبال یونان، بازیکنان تیم‌های زنان المپیاکوس، پاناتینایکوس و مردان آژاکس اووسمو با دست گرفتن پلاکاردهایی از وی حمایت نمودند.

### حمایت هلند و انگلیس
بازیکنان تیم دختران نورث دِوُون در انگلستان هم به کمپین پشتیبانی از غنچه قوامی پیوسته‌اند. لوسی بولتون عضو باتجربه تیم ملی والیبال ساحلی انگلیس نیز در این مراسم شرکت داشت.

### حمایت بازیکنان
برناردو رزنده کاپیتان تیم ملی برزیل و اروین انگاپت بازیکن تیم ملی والیبال فرانسه نیز بیانه‌هایی جداگانه‌ای را در خصوص آزادی موقتی غنچه قوامی در تلویزیون رای اسپورت منتشر نمودند.

### محرومیت ایران از میزبانی قهرمانی نوجوانان جهان
فدراسیون جهانی والیبال اف‌ای‌وی‌بی، در پیامی به فدراسیون والیبال ایران، ضمن «عذرخواهی و تشکر» از ایران اعلام کرد که در اقدامی، میزبانی بازی‌های قهرمانی نوجوانان جهان را از کشور ایران پس گرفته و آن به کشور آرژانتین سپرده‌است. این فدراسیون همچنین نامه‌ای به حسن روحانی، رئیس‌جمهور ایران ارسال کرده و در آن خواستار آن شده‌است که غنچهٔ قوامی از زندان آزاد شود و همچنین به زنان هم حق شرکت در ورزشگاه‌ها داده شود، در غیر این صورت، ممکن است ایران از میزبانی لیگ جهانی محروم شود. در حالی که فدراسیون جهانی والیبال علت محرومیت میزبانی را به‌طور رسمی در نامه‌اش اعلام نکرده‌است، محمدرضا داورزنی، رئیس فدراسیون والیبال ایران، در گفتگویی با خبرآنلاین، دلیل محرومیت ایران را با بازداشت غنچه قوامی مرتبط دانسته‌است. او در این مصاحبه، بازداشت قوامی به بهانهٔ تماشای بازی والیبال را ادعاهای دروغ رسانه‌های غربی به حساب آورده‌است. سایت کلمه نوشته‌است که این افدام فدراسیون جهانی والیبال، پس از آن صورت گرفته‌است که شورای حقوق زنان اتحادیه اروپا، از این فدراسیون خواسته‌است برای آزادی غنچه قوامی، به کشور ایران فشار بیاورد. رادیو زمانه در این باره نوشته‌است که این اقدام می‌تواند آسیب بزرگی بر سیر پیروزی‌ها و موفقیت‌های والیبال ایران بزند. این رسانه، از ابراز نگرانی شدید سعید درخشنده، دبیر فدراسیون والیبال ایران خبر می‌دهد و می‌نویسد درخشنده خواهان برگزاری یک نشست کارشناسی برای رسیدگی به این مسئله شده‌است. به گفتهٔ رادیو زمانه، سعیدی اظهار داشته‌است که «حضور خانم‌ها به شکل صحیح برای ارتقای والیبال و توسعه ورزش مفید است و باید هرچه زودتر این موضوع مدیریت شود».
رباب شهریان، معاون ورزش بانوان وزارت ورزش و جوانان، در گفتگویی با ایسنا در حاشیه بازدیدش از یک نمایشگاه مرتبط با مطبوعات، اظهار داشت که قسمتی از ورزشگاه‌ها، برای حضور بانوان در نظر گرفته خواهند شد. دویچه‌ولهٔ فارسی در واکنش به این خبر نوشت که «در حالی که غنچه قوامی، دختری که قصد تماشای بازی والیبال ایران و ایتالیا را داشت همچنان در زندان است اما معاون ورزش زنان وزارت ورزش اعلام کرده که ممنوعیتی برای ورود زنان به ورزشگاه‌ها وجود ندارد». این خبرگزاری، قوامی را «قربانی سیاست‌های ناهماهنگ مسئولان در بحث ورود زنان به ورزشگاه‌ها» توصیف کرد. سایت کلمه، بازداشت غنچهٔ قوامی بر این تصمیم مقامات ایرانی را مؤثر دانست.

## اعتصاب غذا
بنا به گفتهٔ مادر غنچه قوامی، سوسن مشتاقیان، دخترش از روز ۹ مهر ۱۳۹۳ (۱ اکتبر) در اعتراض به بلاتکلیفی خود و تمدیدشدن مدت بازداشتش، به اعتصاب غذا دست زده‌است. به گزارش سایت کلمه، قوامی به دلیل اینکه از او بازجویی نکرده‌اند و همین‌طور با وجود اینکه پروندهٔ او به دادگاه انقلاب ارجاع داده شده اما به اتهامات او رسیدگی نمی‌شود، دست به اعتصاب غذا زده‌است. طبق گفتهٔ برادر قوامی، وقتی که به دفتر معاون دادستانی تهران رفته بودند، اجازهٔ ملاقات با غنچه قوامی به آن‌ها داده شده، اما در زمان ملاقات که در اتاقی با دوربین بوده‌است، از آن‌ها خواسته می‌شود که به تکذیب اعتصاب غذای قوامی بپردازند و برگه‌ای هم در همین رابطه به آن‌ها داده می‌شود تا امضاء کنند. بر طبق گفتهٔ ایمان قوامی، حال مادر غنچه قوامی پس از این برخورد بهم می‌خورد و به بیمارستان منتقل می‌شود. هر دو درخواست با مخالفت خانوادهٔ قوامی مواجه می‌شود. پس از اینکه غنچه قوامی در گفتگویی با خالهٔ خود متوجه این طرز برخورد با والدینش می‌شود، تصمیم می‌گیرد که در اعتراض به این حرکت، اعتصاب غذای خود را به اعتصاب غذای خشک تبدیل کند. طبق گفتهٔ برادر غنچه قوامی، وضع سلامتی او به علت اعتصاب غذا در وضعیت خوبی قرار ندارد و در صورت خودداری از نوشیدن آب و چای ممکن است جانش به خطر بیفتد هم سلولی او که «آتنا فرقدانی» نام دارد هم در اعتصاب غذا به سر می‌برد. فرقدانی نقاش و فعال حقوق کودکان است. او از شهریور ۹۳ در زندان به سر می‌برد. بنا به گفتهٔ مادر غنچه قوامی، این اعتصاب غذا ۱۴ روز به طول انجامیده‌است.
او از روز ۱۰ آبان یک اعتصاب غذای خشک دیگر را در اعتراض به ابهام در وضعیت پرونده‌اش شروع کرد. ایمان قوامی در مصاحبه‌ای با رادیو فردا، دلیل اعتصاب غذای خشک خواهرش را طولانی شدن روند ابلاغ حکم، به‌طوری‌که قاضی بیش از سه هفته از پایان دادگاه، هنوز حکم را ابلاغ نکرده، و همین‌طور ادامه داشتن روند بازداشت او، علی‌رغم تمام شدن موعد مقررشده، بیان می‌کند. مادر قوامی در مصاحبه‌ای در روز ۲۵ آبان ۱۳۹۳ با روز آنلاین، اظهار داشته‌است که پس از منتقل کردن او به زندان قرچک ورامین، او اعتصاب غذای خود را می‌شکند.

## انتقادها به بازداشت
یک صفحهٔ فیس‌بوک برای آزادی غنچه قوامی ایجاد شده‌است که در آن تصاویری از بازی والیبال ایران و ایتالیا منتشر شده‌است. در این تصاویر، رامین مهمان‌پرست سخنگوی وزارت خارجه در دوره محمود احمدی‌نژاد و سفیر فعلی ایران در لهستان، همراه با چند زن که احتمالاً از اعضای خواندهٔ وی هستند، در حال تماشای بازی است. یک نظر در زیر این تصاویر گذاشته شده که در آن گفته شده «آیا این همان حق ساده‌ای نیست که غنچه قوامی به خاطر آن روز ۷۴ ام بازداشت خود را آغاز می‌کند؟ آن‌هم در بلاتکلیفی مطلق؟». سایت رادیو زمانه نوشته‌است که تماشای بازی والیبال، «خواست منطقی و معقول زنان ایرانی»، به مسئلهٔ امنیت ملی تبدیل شده و هر کس به آن اعتراض کند، به «تبلیغ علیه نظام متهم می‌شود». این سایت می‌نویسد «جرم زنانی مثل غنچه قوامی که امروز به خاطر اعتراض به شرایط نابرابر زنان در زندان به‌سر می‌برند، تبلیغ علیه نظام نیست، بلکه اعتراض به سیاست‌های مردسالاری است که مدام در تلاش است زنان را به حاشیهٔ خانه‌ها محدود کند، آن‌ها را زن خانه و خانواده تعریف کند و هر نوع تلاش زنان برای رسیدن به شرایط برابر با مردان را سرکوب کند.»

### لیگ سری آ
فدراسیون والیبال ایتالیا در اقدامی به منظور آزادی غنچه قوامی، طرحی را اجرا کرد که طی آن در دوازده بازی نیم فصل لیگ برتر سری آ ایتالیا در سال ۲۰۱۴ قبل از شروع بازی، دو تیم با بنرهایی که روی آن نوشته «غنچه قوامی را آزاد کنید» وارد زمین شدند. این اقدام مورد توجه جوامع بین‌المللی قرار گرفت.

### حمایت باشگاه مودنا
ستارگان و بازیکنان باشگاه مودنا از جمله اروین انگاپت، برونو رزنده و لوکا وتوری در کلیپی رسمی با هشتگ غنچه را آزاد کنید از آزادی زنان در ایران حمایت کردند.